# Yves Marchand & Romain Meffre
Yves Marchand, né le 5 janvier 1981 à Orsay dans l'Essonne et Romain Meffre, né le 9 mars 1987 à Châtenay-Malabry dans les Hauts-de-Seine, sont un duo de photographes français travaillant principalement à la chambre photographique sur le thème des ruines modernes. Ils vivent et travaillent à Paris. Leur série sur les ruines de la ville de Détroit les a fait connaître du grand public.

## Biographie
Yves Marchand et Romain Meffre commencent à pratiquer la photographie en autodidactes, chacun de son côté en 2001. Tous deux originaires de la banlieue sud de Paris, ils se rencontrent à la fin de l’année 2002, mis en relation par Timothy Hannem, auteur de Glauque-Land, l’un des premiers sites web français dédié à l'exploration de ruines. Dans un premier temps, chacun équipé d’un appareil photo 24x36, ils commencent à explorer et photographier les paysages post-industriels dans des états transitoires et les édifices historiques désaffectés de la banlieue parisienne. Peu à peu, ils intensifient le rythme et élargissent leur cercle de recherche aux pays européens frontaliers.
En octobre 2005, ils décident de partir à Détroit, ville qu’ils ont découvert notamment à travers le site DetroitYES! de Lowell Boileau et les travaux de Camilo José Vergara (en). Le résultat de ce premier séjour sera exposé en juin 2006 à la galerie Kennory Kim à Paris. Après le succès d'estime de cette première exposition, ils se procurent chacun une chambre photographique 4x5” et retournent à Détroit en octobre 2006 pour poursuivre leur série. Ils entament en parallèle un nouveau projet: la documentation des anciennes salles de spectacle américaines après leur fermeture et de leurs divers états de désaffection et de réutilisation. Le processus de mise en place de l'appareil étant beaucoup plus long et exigeant que la réalisation d'images au 24x36, ils décident naturellement de n'utiliser plus qu'un seul appareil pour deux, selon eux "la manière la plus équitable et motivante qui soit de fabriquer une image". C’est durant ce second séjour américain qu’ils commencent à réaliser leurs images en binôme, se mettant d'accord sur chaque photographie réalisée, scellant ainsi la formation de leur duo.
Plusieurs séjours aux Etats-Unis se succèdent, leur permettant de développer leurs différents projets sur Détroit, les salles de spectacle et les vestiges industriels. En 2008, ils se rendent également au Japon pour débuter leur série sur l’île fantôme de Gunkanjima.
En 2009, leur travail sur l’ex-capitale de l’automobile est remarqué par Time Magazine qui présente dans un premier temps leurs images dans un portfolio sur le site Time.com le 26 février 2009 avant de les publier et de faire la couverture de l’édition papier du 5 octobre 2009, ouvrant alors une large visibilité à leur série The Ruins of Detroit. Leur projet est par la suite relayé par les quotidiens internationaux (notamment El País, L'Espresso, The New York Times, The Guardian, Libération, Der Spiegel, Huffington Post). La ville de Détroit devient alors le symbole et la métaphore ("métonymie" selon le magazine Guernica (en)) visuelle de la crise économique mondiale de 2008.
En 2008, ils rencontrent le photographe Robert Polidori, auteur des livres Zones of Exclusion: Pripyat and Chernobyl, Havana et After the flood, publiés aux éditions Steidl, dont la sensibilité se rapproche de la leur et qui d'ailleurs est lui-même allé à Détroit en 2001. En 2009, il présente le duo auprès de Gerhard Steidl qui publiera leur premier livre The Ruins of Detroit à la fin de l'année 2010, dont Polidori signe la préface. L'ouvrage connaît un vif succès et sera réédité à plusieurs reprises.
À la suite d'un second séjour au Japon, ils publient Gunkanjima en 2013, toujours chez Steidl. Entre 2014 et 2016 ils se rendent plusieurs fois à Budapest pour produire une série typologique sur les cours internes des immeubles de la ville. De par la nature de leurs sujets, ils sont également amenés à documenter des édifices en instance de rénovation tels que l’ancien Hôtel-Dieu de Lyon, les grands magasins de La Samaritaine à Paris, ou encore les Magasins Généraux de Pantin qui ont fait l'objet de l'ouvrage Graffiti Général, en collaboration avec Karim Boukercha, publié aux éditions Dominique Carré en 2014. Dans le cadre de leurs recherches thématiques, ils voyagent régulièrement et poursuivent en parallèle leurs autres séries au long cours, notamment sur les monuments post-industriels et les anciennes salles de spectacle américaines,. Cette dernière série, réalisée entre 2006 et 2020, est publiée sous la forme de l'ouvrage Movie Theaters aux éditions Prestel Publishing (en) en 2021.

## Approche
Ils disent à propos de leur travail : « En visitant des ruines, nous avons toujours essayé de nous focaliser sur des édifices remarquables dont l’architecture incarne fortement la psychologie d’une époque, d’un système, et d’en observer les métamorphoses » et que la photographie est pour eux un moyen d'enregistrer ces "fragments d’histoire en suspension".
Ils ajoutent: "Les ruines sont la démonstration sublime de notre nature et de ses paradoxes, ou notre habilité à créer et à démolir dans un même élan".
Yves Marchand et Romain Meffre sont à la fois influencés par le travail typologique et l’aspect encyclopédique de l’oeuvre de Bernd et Hilla Becher et des photographes allemands de l’Industrie-Kultur, mais aussi par les images grand format de Robert Polidori ou la vision sociologique d'un auteur/photographe comme Camilo José Vergara (en) et la culture d'exploration des ruines, avec des séries publiées sur internet aux aspects narratifs et atmosphériques très marquées comme le site abandoned-places.com de Henk van Rensbergen (nl), l'un des principaux sites web dédiés aux photographies de lieux abandonnés au début des années 2000,. Cette culture d'exploration des ruines sera, à la fin de cette décennie, regroupée avec d'autres activités de visite de lieux cachés ou difficiles d'accès tels que la cataphilie ou la toiturophilie sous la terminologie urbex, contraction « d'exploration urbaine » dont la photographie en constitue le pan le plus visible, auquel s’est ajouté la vidéo au milieu des années 2010.
Concernant leur protocole de prise de vue, ils expliquent que “quand ils photographient, aucun n’a de rôle prédéfini, ils partagent leurs idées jusqu’à trouver le point de vue idéal”,.

## Projets
- 2005-2010 - The Ruins of Detroit
- 2008-2012 - Gunkanjima
- 2014-2016 - Budapest Courtyards
- 2006-2021 - Theaters
- 2024 - Les Ruines de Paris
- 2002-en cours - Industry

## Contributions
Leurs séries The Ruins of Detroit et Theaters constituent des œuvres visuelles de référence sur les ruines modernes. On retrouve l’influence de ces images et de ce goût moderne pour les ruines dans un large panel d’œuvres.
L'écrivain Thomas B. Reverdy a découvert The Ruins of Detroit en 2009: "J'avais l'impression de voir les ruines de notre propre civilisation" et s'est plus tard inspiré de cet environnement ainsi que du livre Detroit: an american autopsy de Charlie LeDuff (en) pour y développer son roman Il était une ville qui a reçu le prix des libraires en mai 2016.
La salle de bal de l'American Hotel (en) photographiée par les deux photographes en 2008 a été reproduite avec inclusion du piano renversé de la salle de bal du Lee Plaza Hotel (en) pour servir de décor à l'Opéra Lucia di Lammermoor de la metteure en scène polonaise Barbara Wysocka (pl) qui a été joué à l'Opéra de Munich en 2015,.
Le musicien Sylvain Daniel, bassiste de l’Orchestre national de jazz, créé en 2016 Palimpseste, un concert inspiré de The Ruins of Detroit avec en projection des images issues de la série,.
Bien que les ruines urbaines, et notamment celles de Détroit, aient toujours eu une certaine présence à l’écran, de nombreux films ont pris récemment pour toile de fond la ville et ses vestiges. On citera: Only Lovers Left Alive de Jim Jarmusch, It Follows de David Robert Mitchell, ou encore Lost River de Ryan Gosling dont la scène d'introduction prend place dans l'ancien Eastown Theatre (en) (qui figure dans The Ruins of Detroit).
Les photographes collaborent régulièrement avec les artistes Lek & Sowat.

## Collections
- Detroit Institute of Arts
- Deutsches Filminstitut
- Maison Européenne de la Photographie
- Nouveau Musée National de Monaco
- JPMorgan Chase Art Collection
- Fondation Carmignac
- The Ford Foundation
- Fondation d'entreprise Hermès

## Livres publiés
- The Ruins of Detroit, Steidl Verlag, 2010
- Gunkanjima, Steidl Verlag, 2013
- Graffiti Général, Éditions Dominique Carré, 2014
- Movie Theaters, Prestel Publishing (en), 2021
- Les Ruines de Paris, Albin Michel, 2024

## Récompenses
- Deutscher Fotobuchpreis (The Ruins of Detroit), 2012
- Prix des libraires « J’aime le livre d’art » (Les Ruines de Paris), 2024